# Grotte des Druides
La grotte des Druides est une petite cavité naturelle située dans la commune de Barr, dans le massif des Vosges, département du Bas-Rhin.

## Toponymie
Le nom de la grotte rappelle les pierres druidiques qui désignent des mégalithes. Effectivement, la forme de la cavité évoque un dolmen. 
Au sud du mont Sainte-Odile, on trouve un camp fortifié défendu par une muraille de blocs cyclopéens appelée « mur des Païens ». La grotte des Druides s'ouvre à l'extrémité sud du camp, à une dizaine de mètres de l'extérieur de l'enceinte. Elle était figurée à tort sur les cartes IGN des années 1980 comme monument mégalithique. Toutefois, la distinction entre cavité naturelle ou artificielle est une préoccupation récente et postérieure à la toponymie du site. 

## Spéléométrie

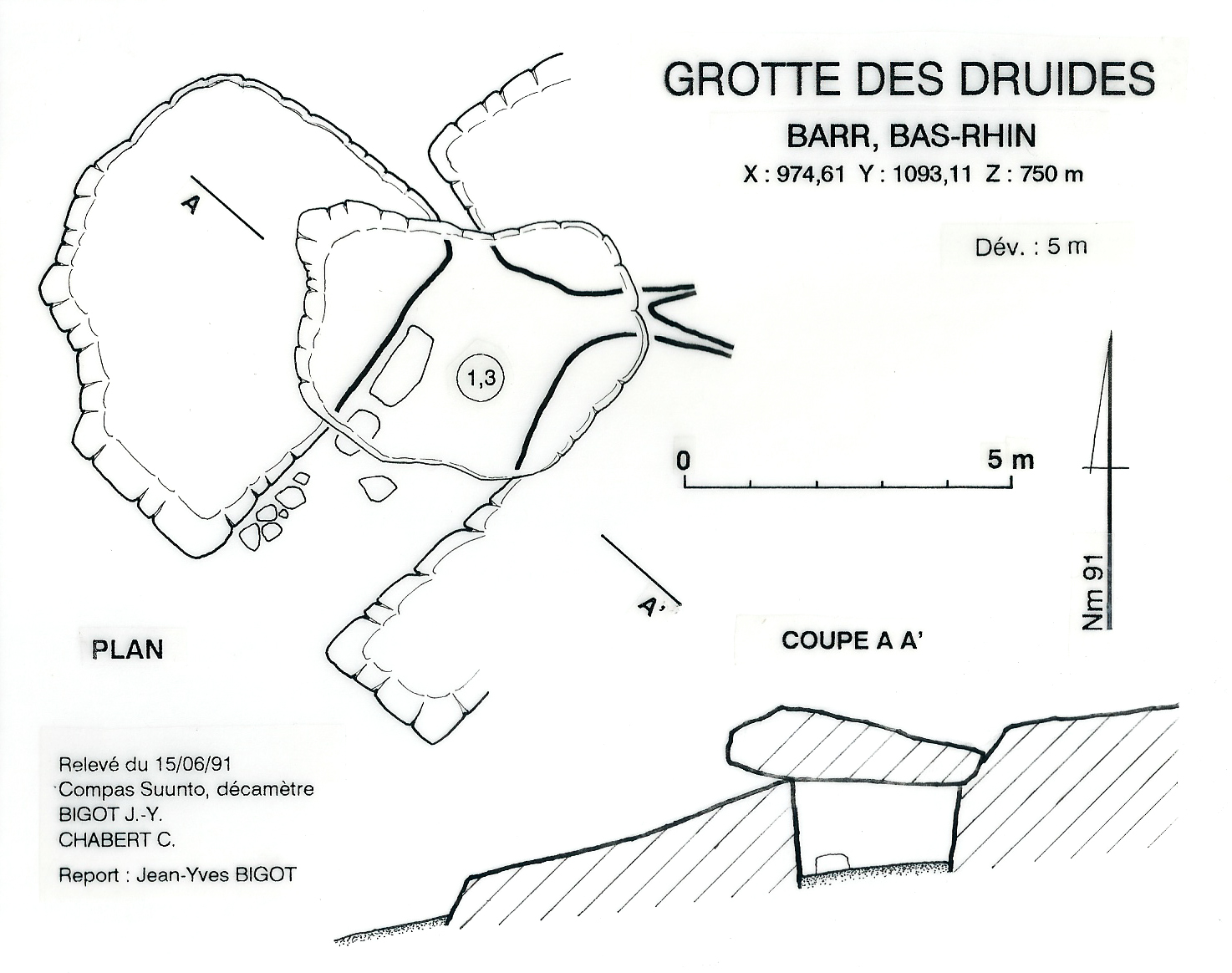
Topographie de la grotte des Druides.

Le développement de cette grotte est de 5 m.

## Géologie et description
La cavité s'ouvre dans les grès vosgiens du Trias inférieur (Buntsandstein). La cavité n'a rien à voir avec un dolmen ou une construction anthropique, mais résulte d'un phénomène d'appel au vide qui a pour effet de faire glisser les dalles de grès dans la pente du coteau. Le mode de formation est similaire aux cavités dites pseudokarstiques. La grotte a été topographiée le 15 juin 1991 par Claude Chabert et Jean-Yves Bigot.